# Épigraphes antiques
Les Épigraphes antiques de Claude Debussy sont six pièces pour piano à quatre mains composées entre juillet 1914 et 1915. Il en existe un arrangement pour piano seul, également de la main de Debussy, publié l'année suivante. Elles ont été créées le 2 novembre 1916 au casino Saint-Pierre de Genève par Marie Panthès et Roger Steinmetz.
Debussy pensait initialement faire de ces épigraphes antiques une suite pour orchestre. L'écriture pianistique évoque en effet successivement la flûte, la harpe et les crotales (cymbales antiques) – instrumentation que l'on retrouve d'ailleurs dans le Prélude à l'après-midi d'un faune. Le souhait du compositeur a été exaucé par Ernest Ansermet en 1932 (arrangement pour orchestre symphonique), puis plus tard par Jean-François Paillard (arrangement pour orchestre de chambre).
Le plan tonal de l'œuvre est savamment étudié et structuré : successivement sol mode de ré, pôle tonal de ré, pôle de ré bémol (ou ut dièse), sol myxolidien, mi bémol mineur modal et retour au sol initial. Comme à son habitude, Debussy joue également avec l'atonalité, brouillant ainsi le sentiment tonal et évoquant parfois Stravinsky.
1. Pour invoquer Pan, dieu du vent d’été
2. Pour un tombeau sans nom
3. Pour que la nuit soit propice
4. Pour la danseuse aux crotales
5. Pour l’Égyptienne
6. Pour remercier la pluie au matin

Les Six Épigraphes antiques ne sont pas une œuvre totalement nouvelle : Debussy reprend en effet ici la musique de scène qu’il avait écrite en 1900-1901 pour une unique représentation récitée et mimée des douze Chansons de Bilitis de son ami le poète Pierre Louÿs, le 7 février 1901. Des neuf pièces pour 2 flûtes, 2 harpes et célesta (instrumentation restée inédite à ce jour), Debussy en reprend six qu’il confie maintenant au piano, lequel évoque les timbres originels – sons flûtés, pincements de harpe, ainsi que le tintement des crotales (cf. la pièce Pour la danseuse aux crotales), autrement appelées « cymbales antiques ». Chacune des six miniatures de ce cycle, évoquant une Antiquité fantasmée, est précédée d’une épigraphe imaginaire chargée d’en délivrer l’esprit.